# Teddy Picker
«Teddy Picker» - песня группы Arctic Monkeys, третий сингл с альбома Favourite Worst Nightmare. Релиз состоялся 3 декабря 2007 в Великобритании.
На песню был снят клип, который был признан лучшим видео на NME Awards-2008.
«Teddy Picker» это название аттракциона, в котором нужно механической клешнёй зацепить плюшевую игрушку. В песне Arctic Monkeys эта игра становится метафорой для «навязчивых идей музыкальной прессы». По мнению рецензента журнала Clash, Алекс Тёрнер проявился в песне в обычной для него «интеллигентной едкой» манере. По мнению обозревателя Digital Spy, «Teddy Picker» явно выделилась среди двенадцати «крепких рабочих» песен на альбоме Favourite Worst Nightmare  со своим «жирным и сочным» вступлением, «которым можно наслаждаться неделями».

## Список композиций
- CD, 10"

1. «Teddy Picker» - 2:43
2. «Bad Woman» - 2:18 (сл. Алекс Тернер, муз. Death Ramps)
3. «The Death Ramps» - 3:19 (Death Ramps)
4. «Nettles» - 1:45 (сл. Алекс Тернер, муз. Arctic Monkeys)

- 7"

1. «Teddy Picker» - 2:43 (сл. Алекс Тернер, муз. Arctic Monkeys)
2. «Bad Woman» - 2:18